# 武国彦命
武国彦命（たけくにひこのみこと、生没年不詳）とは、古墳時代の豪族。建大臣命（たけおおおみのみこと）とも。

## 概要
別名に武大臣命や、建大臣命があるとされる。
山梨県北杜市に鎮座する諏訪神社中社や『甲斐国史』の伝承では、崇神朝に建沼河別命が東征の功によって西域の地に封ぜられ、その孫の大臣命が諏訪国造に任命され、同地に廟を建てたとされる。また「国造本紀」の写本の一つにも景行朝に須羽国造に任命されたと見えるが、この記述は那須国造との誤記・混同と見る説がある。